# Rue Velpeau (Antony)
Pour les articles homonymes, voir Rue Velpeau.
La rue Velpeau est une voie de la commune française d'Antony dans les Hauts-de-Seine.

## Situation et accès

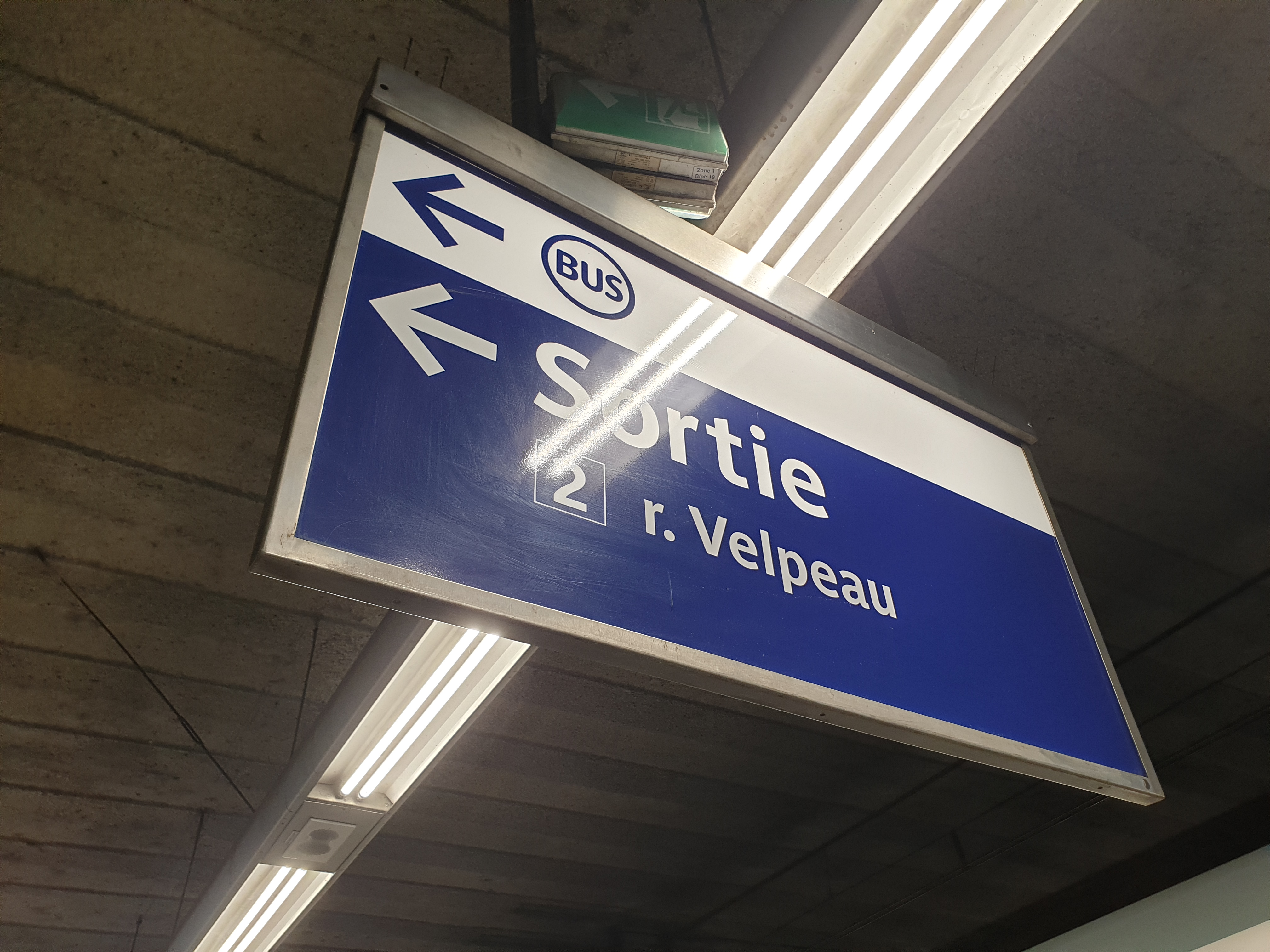
Panneau dans la gare d'Antony indiquant la rue Velpeau.

Un passage souterrain destiné aux piétons permet de passer sous la voie ferrée et de rejoindre l'allée des Peupliers.
Elle est desservie par la gare de La Croix de Berny et la gare d'Antony.

## Origine du nom
Cette rue est nommée en hommage au chirurgien français Alfred Armand Louis Marie Velpeau (1795-1867).

## Historique

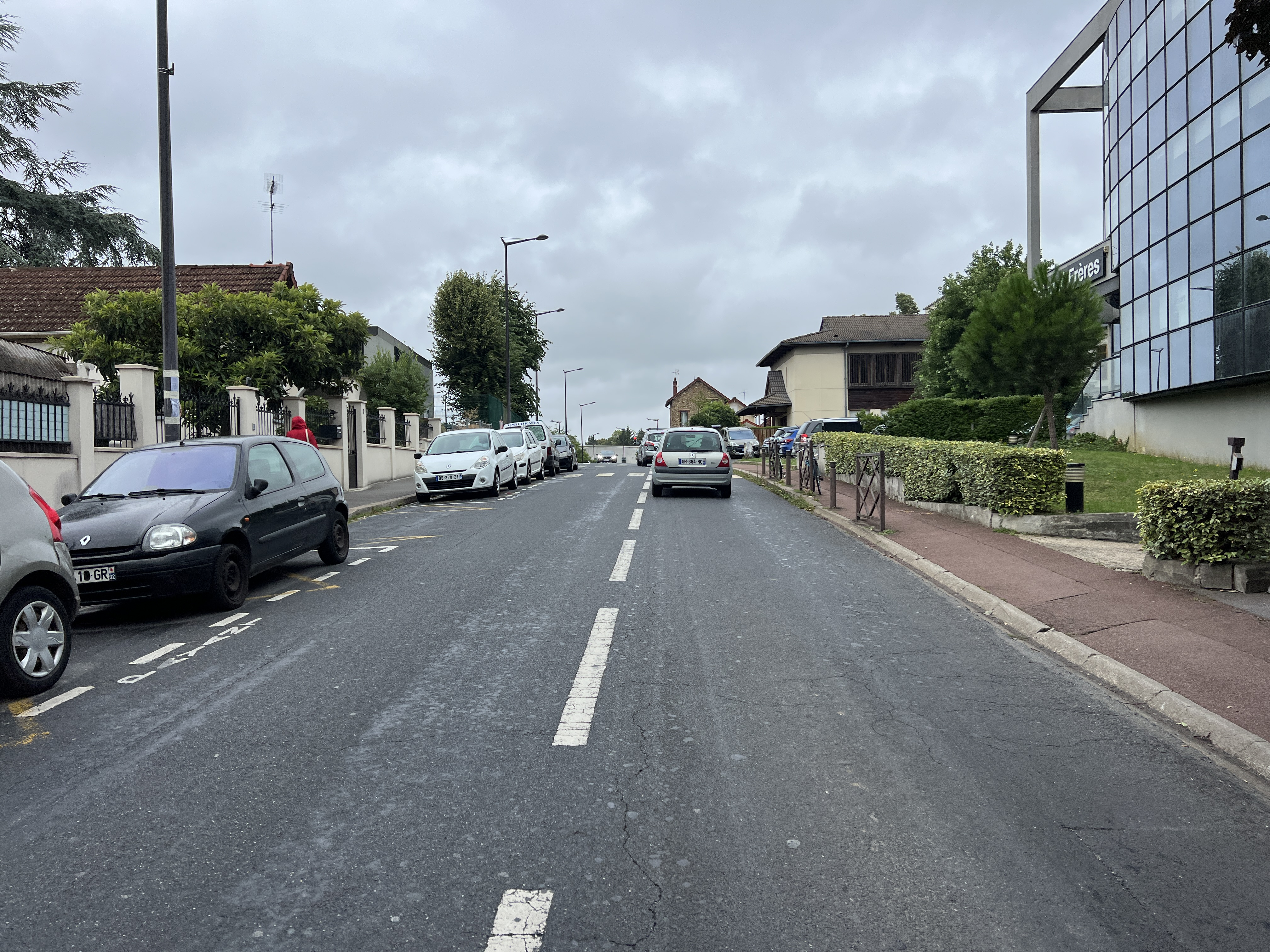
La rue en août 2023.

Le 24 août 1944 y eurent lieu des combats pour la Libération de Paris, lorsque des habitants guidèrent le capitaine Jacques de Witasse afin d’attaquer par le flanc un canon antiaérien 88 allemand  positionné au carrefour de la Croix-de-Berny.

## Bâtiments remarquables et lieux de mémoire
- Parc Bourdeau.
- Maison des Arts d'Antony[2],[3]. Située dans l'ancienne « maison Bourdeau », elle fut construite sous le Second Empire[4].

## Pour approfondir